# Dariusz Wilk (duchowny)
Dariusz Wilk (ur. 21 czerwca 1967 w Dukli) – polski ksiądz katolicki, pedagog, przełożony generalny Zgromadzenia Świętego Michała Archanioła i przewodniczący Konferencji Wyższych Przełożonych Zakonów Męskich.

## Życiorys
Pochodzi z miejscowości Wrocanka w powiecie krośnieńskim. Po zdaniu matury w Liceum Ogólnokształcącym  w Miejscu Piastowym wstąpił do nowicjatu michalitów w Pawlikowicach. W 1987 złożył tam pierwszą profesję zakonną. W 1994 przyjął święcenia kapłańskie z rąk biskupa Jana Chrapka, kończąc dodatkowe studia na Wyższej Szkole Pedagogicznej w Rzeszowie.
Po święceniach pracował jako wychowawca w Niższym Seminarium Duchownym w Miejscu Piastowym, a następnie jako wikariusz w parafiach w Buschhoven i Bonn w Niemczech oraz jako katecheta w parafii w Stalowej Woli. Pracował też jako wychowawca w Domu Dziecka w Prałkowcach. W latach 2001–2016 był dyrektorem Katolickiego Liceum Ogólnokształcącego i Katolickiego Gimnazjum Zgromadzenia Świętego Michała Archanioła im. ks. Bronisława Markiewicza w Krośnie. Pełnił też szereg dodatkowych funkcji, w tym eksperta Ministerstwa Edukacji Narodowej i redaktora prowadzącego w Radio „Fara”, należącym do Archidiecezji Przemyskiej. Był także inicjatorem i organizatorem krośnieńskiego Orszaku Trzech Króli. 4 czerwca 2016 na XXVIII uroczystej sesji Rady Miasta Krosna otrzymał Nagrodę Prezydenta Miasta Krosna „Za Zasługi dla Krosna”. 
25 kwietnia 2016 na XXI Kapituły Generalnej Zgromadzenia Świętego Michała Archanioła został wybrany na urząd przełożonego generalnego. 2 maja 2022 ponownie na ten urząd wybrała go XXII Kapituła Generalna Zgromadzenia. 
17 października 2022, podczas 149. Zebrania Plenarnego Konferencji Wyższych Przełożonych Zakonów Męskich na Jasnej Górze, został wybrany nowym przełożonym owej Konferencji.